# 联邦国防军军事史博物馆

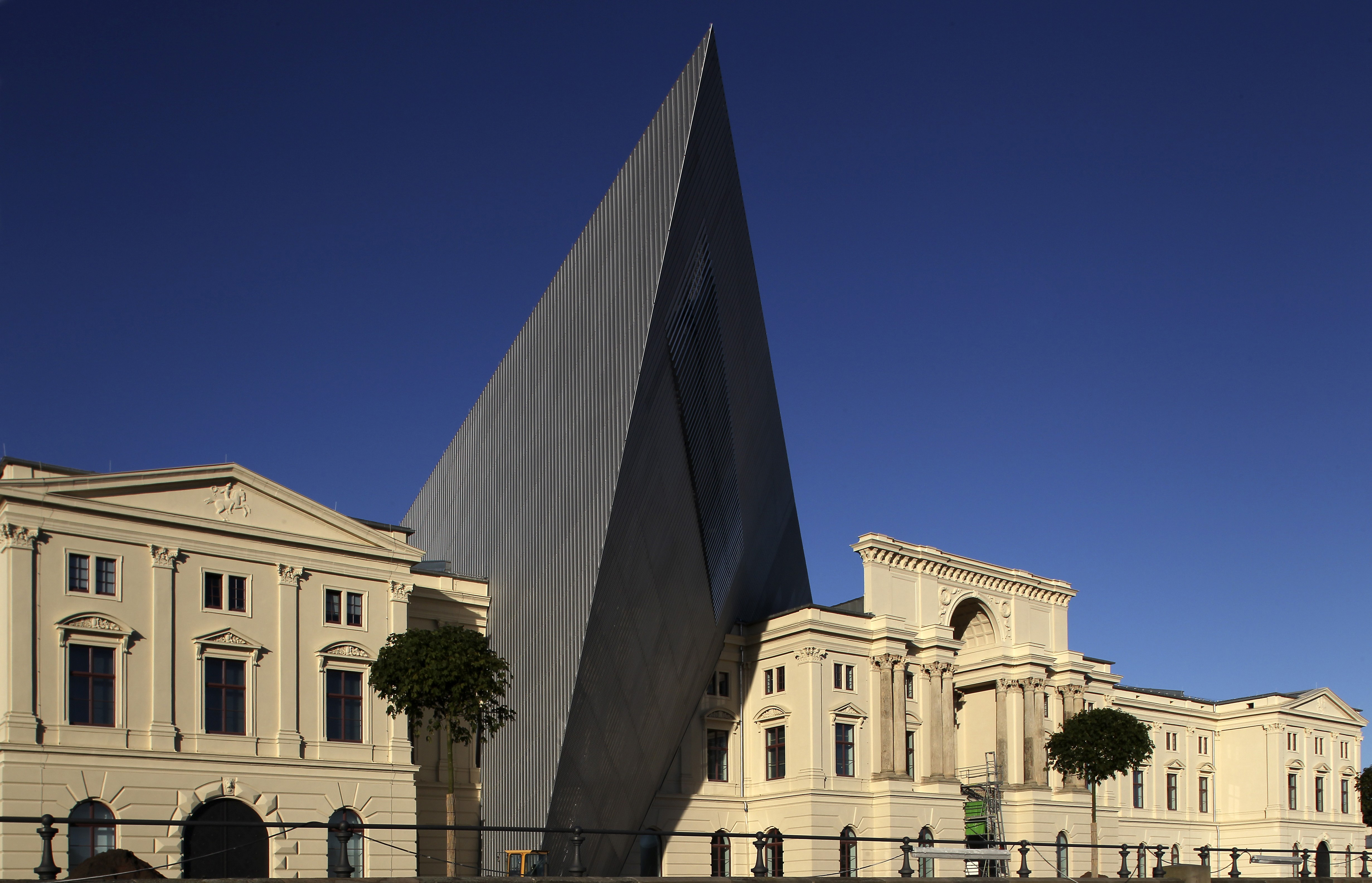

聯邦國防軍軍事史博物館（德語：Militärhistorisches Museum der Bundeswehr）是位於德國城市德雷斯頓的一座博物館，也是歐洲規模最大的軍事博物館和德國三大歷史博物館之一。2011年10月，在經過改建之後，聯邦國防軍軍事史博物館重新開業。

## 外部連結
- Militärhistorisches Museum der Bundeswehr Dresden
- Picture gallery （页面存档备份，存于） (in German)